# ادرتال
ادرتال (به آلمانی: Edertal) یک شهر در آلمان است که در والدک-فرانکنبرگ واقع شده‌است. ادرتال ۶٬۸۳۶ نفر جمعیت دارد.